# Pavkovići
Pavkovići (cyr. Павковићи) – wieś w Bośni i Hercegowinie, w Republice Serbskiej, w gminie Milići. W 2013 roku liczyła 58 mieszkańców.